# Täkt
Täkt är en äldre böjningsform av ”att ta” som även förekommer i begreppen självtäkt och våldtäkt. I modernt språkbruk är täkt en beteckning på en plats eller fyndighet som utnyttjas för utvinning, brytning eller insamling av grus, morän, berg, torv, tång, blocksten, lera, sand, kalksten, vatten, jord, eller annat material från fastighet i avsikt att nyttiggöra det uttagna materialet genom försäljning eller egen användning.
Miljöpåverkan från täkter består främst av påverkan på grundvattnet, vattenkvalitet och naturmiljö samt buller, vibrationer, damning. Detta uppstår i samband med sprängning, lastning och lossning, krossning, bearbetning av material samt vid transporter till och från täkten. Sprängning av berg ger upphov till vibrationer i mark som kan orsaka olägenhet för människors hälsa och miljön.
Täkter kan ta stora ytor i anspråk, och det är viktigt att man vid lokalisering och utformning av täkten görs så att negativa miljöeffekter undviks eller minimeras. Det krävs tillstånd för att öppna och driva en täkt. Täkterätt reglerades redan i medeltida lagstiftning.

## Lagstiftning i olika länder

### Sverige

#### All verksamhet
I Sverige regleras täktverksamhet i huvudsak av miljöbalken Mall:Lagef och lagstiftning som anknyter till den. De övergripande reglerna om täkter finns i 9 kap. I allmänhet är kommersiella täkter miljöfarlig verksamhet så fort de kan medföra olägenhet för människors hälsa eller miljön genom utsläpp eller förorening av mark, luft, vattenområden eller grundvatten.
Den som bedriver eller avser att bedriva miljöfarlig verksamhet får ansöka om tillstånd till verksamheten enligt miljöbalken även om det inte krävs tillstånd.
Tillstånd till täkt får ges endast om det för uppfyllandet av de villkor som ska gälla för tillståndet ställs säkerhet. Staten, kommuner, landsting och kommunalförbund behöver dock inte ställa säkerhet. Sökanden kan också behöva söka samråd.

#### Vattentäkt
Med vattentäkt avses enligt 11 kap 5 § Miljöbalken bortledande av yt- eller grundvatten för vattenförsörjning, värmeutvinning eller bevattning.

#### Torvtäkt
För undersökning och bearbetning av fyndigheter av torv för att utvinna energi fordras särskilt tillstånd (koncession) enligt lagen (1985:620) om vissa torvfyndigheter.
Koncession får meddelas endast om det från allmän synpunkt är lämpligt att verksamheten kommer till stånd och sökanden från sådan synpunkt är lämplig att bedriva verksamheten. Koncession får inte strida mot en detaljplan eller områdesbestämmelser. Om syftet med planen eller bestämmelserna inte motverkas, får dock mindre avvikelser göras. Koncession ska avse ett bestämt område och gälla en viss tid. Undersökningskoncession ska meddelas för en tid av högst två år räknat från dagen för beslutet.
Ägare till mark som tas i anspråk för bearbetning eller sammanhängande verksamhet är berättigad att av koncessionshavaren få intrångsersättning och annan ersättning för skada.

### USA

#### Olja och gas
I USA skiljer sig lagstiftningen avsevärt från den övriga världen, framför allt då från Europa.
De flesta oljetäkter ägs i USA av privata bolag och täkten och dess tillstånd och rättigheter regleras av den delstat där oljekällan finns genom lagar antagna av staten eller av rättsfall, så kallad common law.
Rätten till olja och gas sträcker sig vertikalt ner från jordytan. Om inget annat avtalats ägs rättigheterna av den som äger marken. Rättigheterna går att skilja från marken och kan säljas separat. När rättigheterna har skilts från marken kan de sedan nyttjas eller säljas precis som vilken annan fastighet.
Rättigheterna till olja och gas offshore ägs antingen federalt eller av en delstat. Fastän lagstiftningen kan skilja sig åt i olika delstater och skilja sig från federal lag så anses reglerna om ägande och utvinning vara universella.

### Kanada

#### Olja och gas
I Kanada regleras olje- och gastäkter av Canada Oil and Gas Operations Act.
Den syftar till att skydda miljön och bevara olje-  och gasfyndigheterna. Ingen får borra efter olja eller gas utan licens.
I alla fall måste det finnas en godkänd plan (development plan).

### Storbritannien
Olje- och gastäkter i Storbritannien regleras av departementet för energi och klimatförändringar (Department of Energy and Climate Change (DECC)). DECC har ansvar att utge riktlinjer som bygger på två lagar, Pollution Control Regulations 2002 och Merchant Shipping (Oil Pollution Preparedness, Response Co-operation Convention) Regulations 1998.